# Suez Canal Stadium
Suez Canal Stadium – wielofunkcyjny stadion w Ismailii, w Egipcie. Może pomieścić 22 000 widzów. Swoje spotkania rozgrywa na nim drużyna El Qanah.